# Школа мужества
«Шко́ла му́жества» — советский героико-приключенческий фильм 1954 года по мотивам повести Аркадия Гайдара «Школа». Один из лидеров советского проката (27,2 миллионов зрителей).

## Сюжет
Идёт Первая мировая война. Борис Гориков, ученик реального училища, под влиянием официальной пропаганды полон патриотизма, и когда узнаёт о том, что его отец дезертировал с фронта, это становится для него потрясением. Но арест и расстрел отца, а потом влияние товарища отца по фронту большевика Чубука приводят его в ряды Красной Армии. Он пробирается на Дон и вступает в отряд бывшего учителя Семёна Галки, который идёт по тылам белых на соединение с основными силами.

## Съёмочная группа
- Режиссёр — Владимир Басов, Мстислав Корчагин
- Сценаристы — Соломон Розен, Константин Семёнов по повести Аркадия Гайдара
- Оператор — Тимофей Лебешев
- Композитор — Михаил Зив
- Вокал («Разгулялся вольный ветер…») — Марк Бернес
- Художник-постановщик — Евгений Куманьков, Василий Щербак
- Художник по костюмам — Василий Ковригин
- Монтажёр — Антонина Медведева
- Звукорежиссёр — Константин Гордон

## В ролях
- Леонид Харитонов — Борис Гориков (дебют в кино)
- Марк Бернес — Афанасий Чубук
- Владимир Емельянов — Семён Иванович Галка
- Николай Гарин — полковник Жихарев
- Георгий Гумилевский — Аким Рябуха
- А. Сергеев — Синюгин
- Вадим Захарченко — Федька Сырцов
- Михаил Пуговкин — Шмаков
- Николай Граббе — Ян Голда, чех
- Владимир Горелов — Цыганок
- Роза Макагонова — Верка
- Евгения Мельникова — Варвара Горикова, мама Бориса Горикова
- Пётр Чернов — Алексей Гориков, папа Бориса Горикова
- Григорий Михайлов — Никанор Сухарев
- Эммануил Геллер — есаул Ибрагим
- Юрий Катин-Ярцев — эсер (дебют в кино)
- Алексей Миронов — красноармеец
- Ролан Быков — учащийся реального училища (дебют в кино)
- Владимир Селезнёв — учащийся реального училища
- Владимир Басов — поручик-адъютант (дебют в кино)
- Сергей Борисов — красноармеец
- Серафим Козьминский — анархист
- Николай Хрящиков — красноармеец
- Виктор Колпаков — хозяин хутора
- Степан Борисов — партизан Семён

## Отличия от повести
- Основное действие фильма — первоначальный период службы Бориса Горикова в красном отряде. Предшествующие события даны очень сжато, что легко было сделать в то время, когда содержание повести было знакомо каждому. Концовка эпизода разгрома отряда полковника Жихарева (погоня) снята в духе вестерна, чего в повести Аркадия Гайдара быть не могло. Содержание последней, пятнадцатой главы повести в фильм не вошло.

## Награды
- 1954 — премия за лучший воспитательный фильм кинофестиваля в Карловых Варах (Владимир Басов).